# Nathan S. Kline
Nathan Schellenberg Kline, MD (22 mars 1916 - 11 février 1983) est un scientifique américain, chercheur dans le domaine de la psychologie et psychiatre surtout connu pour son travail sur les médicaments psychopharmacologiques . Ayant joué un rôle important dans le développement des tout premiers médicaments antipsychotiques et antidépresseurs dans les années 1950, Kline est souvent considéré comme le "père de la psychopharmacologie".

## Recherches
Diplômé de la faculté de médecine de l'Université de New York, lui et Robert Edward Gross sont les deux seuls lauréats conjoints du Prix Albert-Lasker pour la recherche médicale clinique, un prix parfois appelé « prix Nobel américain ». Kline est surtout connu pour son travail de pionnier sur les médicaments psychopharmacologiques. En 1952, il commence une unité de recherche au Rockland State Hospital, NY (plus tard le Rockland Psychiatric Center). À cette époque, la population nationale de patients hospitalisés dans les hôpitaux publics approchait le demi-million. Les thérapies traditionnelles semblaient inadéquates pour traiter le nombre croissant de malades mentaux.
Kline et ses collègues prennent la décision inhabituelle d'étudier la réserpine, un dérivé de Rauvolfia serpentina. Le rauvolfia est couramment utilisé en Inde pour traiter de nombreux troubles physiques, et la réserpine est utilisée aux États-Unis pour traiter l'Hypertension artérielle. Pendant deux ans, des essais auprès de patients hospitalisés révèlent qu'environ 70 % des personnes souffrant de schizophrénie sont nettement soulagées de leurs symptômes. Ce travail vaut à Kline, avec ses collègues, son premier Prix Albert-Lasker .
Encouragé par son succès avec ce tranquillisant, Kline étudie les propriétés des antidépresseurs. En moins d'un an, les patients des centres psychiatriques à travers les États-Unis recevaient des antidépresseurs. En 1964, Kline remporte son deuxième prix Lasker pour l'étude de l'introduction et de l'utilisation de l'Iproniazide, un inhibiteur de la monoamine oxydase, dans le traitement de la dépression sévère . Cette utilisation réussie des médicaments pour deux grandes catégories de maladies psychiatriques conduit à la libération de milliers de personnes qui ont pu réintégrer la société. Les travaux de Kline sont reconnus comme un facteur majeur dans l'ouverture d'une nouvelle ère en psychiatrie : la psychopharmacologie.
Au cours des années 1960, le Rockland Research Institute est passé à plus de 300 employés. La réputation de Kline attire des chercheurs biomédicaux du monde entier. De nombreuses techniques de laboratoire sont développées pour déterminer les doses thérapeutiques de médicaments fréquemment utilisés, doses sûres mais efficaces, à l'Institut de recherche Rockland.
Kline est fondateur et directeur du Comité international contre la maladie mentale . En tant que conseiller auprès de plusieurs agences de santé internationales telles que l'Organisation mondiale de la santé et CARE-Medco, Kline est conscient du manque de traitement médical pour les maladies mentales dans les Pays en développement. Il voyage beaucoup et consacre beaucoup de temps à établir et à visiter des cliniques et des programmes de santé mentale dans d'autres parties du monde.

## Publications
En 1960, Kline et Manfred Clynes invente le terme cyborg, l'utilisant dans un article du magazine Astronautics sur les avantages des systèmes homme-machine autorégulateurs dans l'espace . Dans le même ordre d'idées, Kline pense que les ordinateurs pourraient être utilisés dans des études épidémiologiques à grande échelle et rationaliser l'administration d'établissements de santé complexes. En 1968, il supervise l'installation d'un important centre informatique à Rockland, financé par le gouvernement fédéral. Il dirige le développement de nombreux systèmes médicaux informatisés, ce qui permet d'améliorer les soins aux patients.
Il écrit beaucoup, et est l'auteur de près de 500 publications scientifiques, d'articles de magazines et de journaux grand public, et d'un livre, "From Sad to Glad". Il fait de fréquentes apparitions en tant qu'invité dans des émissions de radio et de télévision dans sa tentative d'éduquer le public sur la maladie mentale et la recherche. À sa mort en 1983, le Rockland Research Institute est rebaptisé Nathan Kline Institute for Psychiatric Research, qui fait partie du New York State Office of Mental Health.